# Papel higiênico
Papel higiênico (português brasileiro) ou papel higiénico (português europeu) é um tipo de papel fino e absorvente, que se desmancha em contato com a água, utilizado para uso sanitário e higiene pessoal. Seu uso é mais comum para a limpeza íntima após defecar ou urinar. Pode ser perfumado ou não, possuir folhas simples, duplas e até triplas e costuma ser vendido em rolos. 

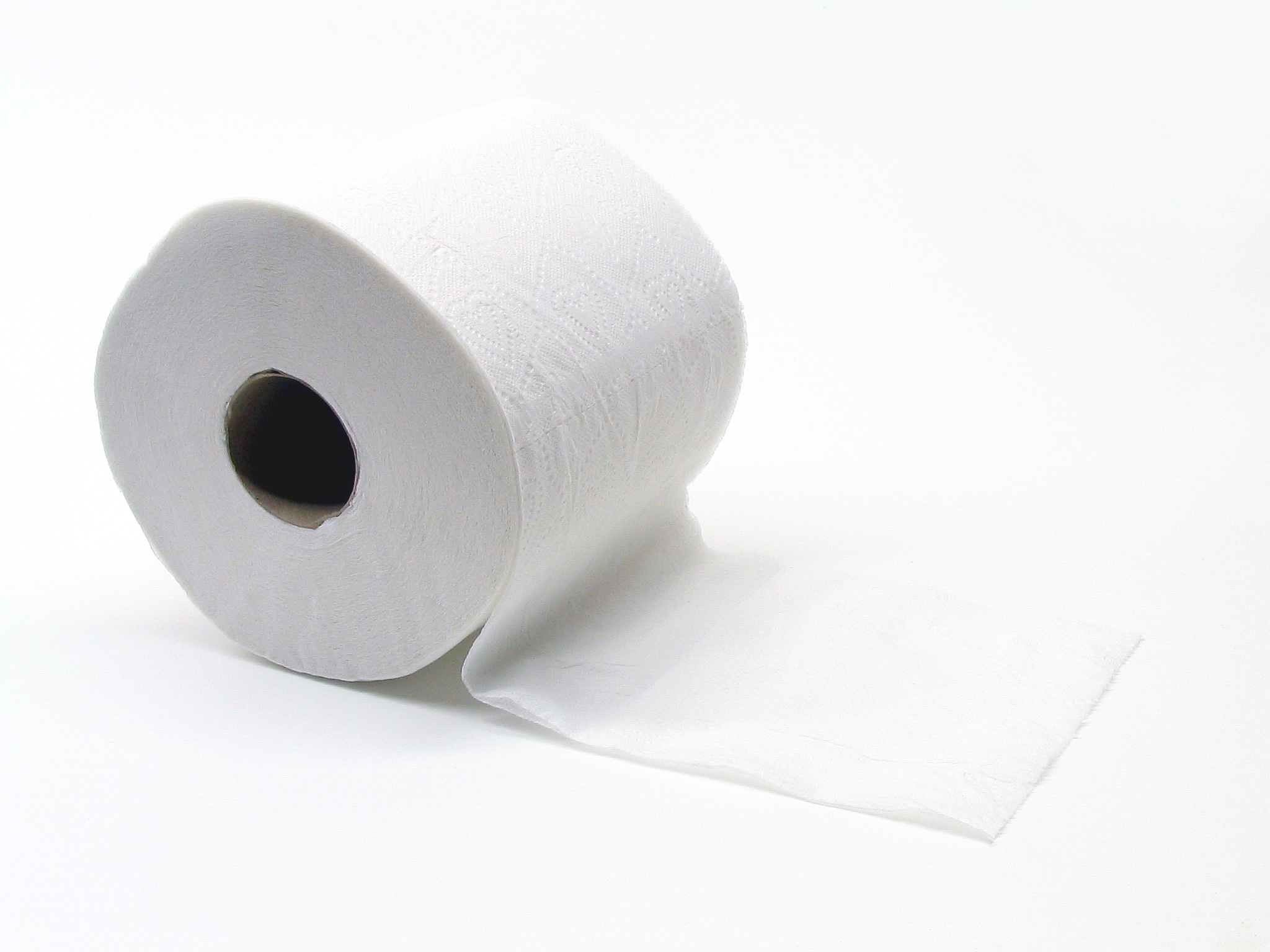
Rolo de papel higiênico tradicional.

Antes de sua invenção, que data do século XIX, as pessoas costumavam fazer a sua limpeza com folhas de hortelã, água e por vezes sabugos de milho. Diz-se que o papel higiênico foi inventado na China, em 875, mas a invenção também já foi atribuída a Joseph Gayetty, de Nova Iorque, EUA, que a teria concebido em 1857.

## História

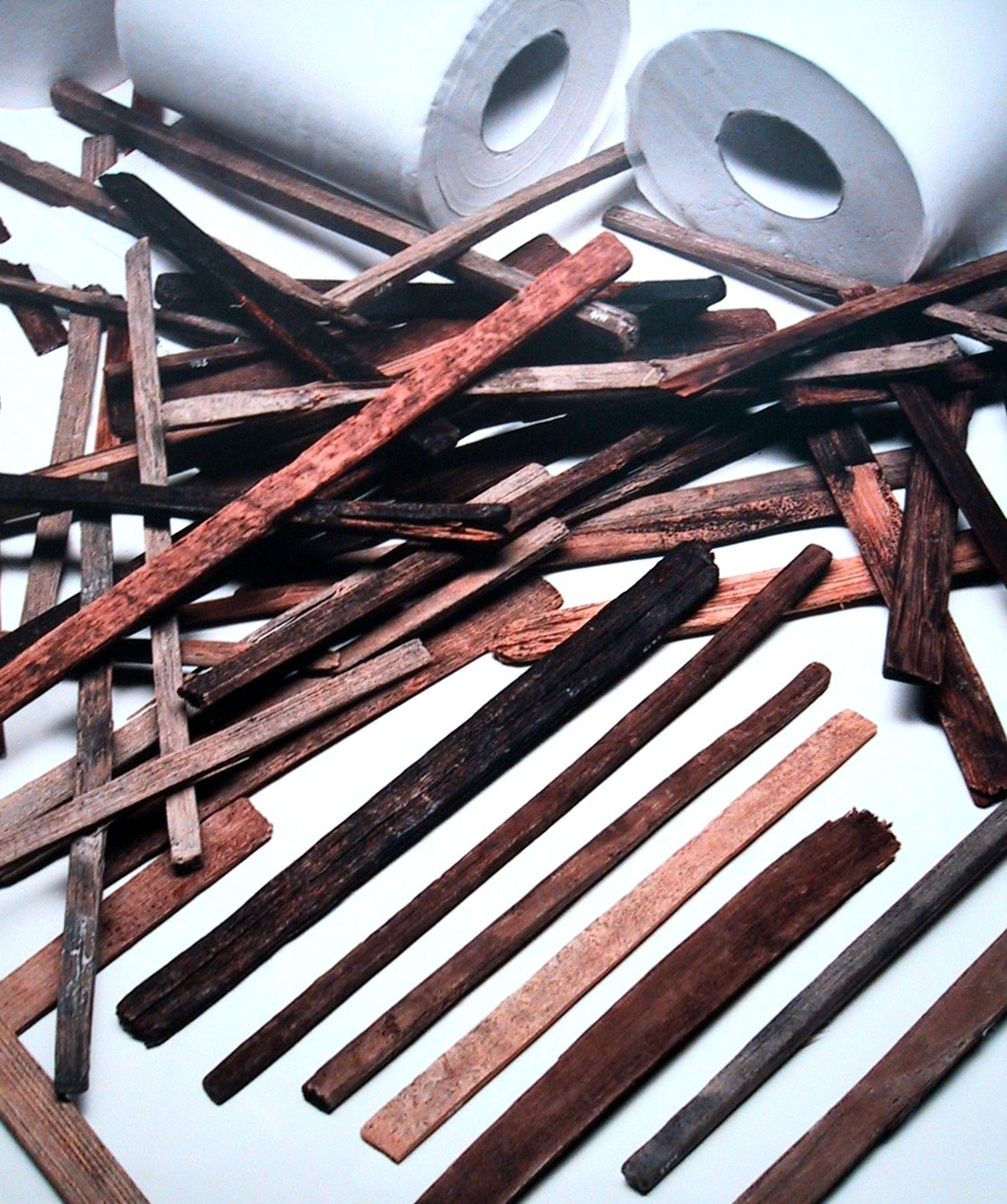
Papel higiénico de madeira do período Nara (710-784 d.C.) no Japão, com rolos modernos ao fundo para comparação.

Embora o papel tenha sido utilizado como material para embalar e acolchoar na história chinesa desde o século II a.C., o primeiro uso de papel higiênico na história humana data do século VI, na China medieval. Em 589 o acadêmico e funcionário público Yan Zhitui (531–591) escreveu sobre o uso do papel higiénico:

"Papéis nos quais existem citações ou comentários dos Cinco Clássicos, ou que contenham nomes de sábios, não ouso utilizar no vaso sanitário."
Durante o fim da dinastia Tang (618–907 d.C.) um árabe muçulmano que visitou a China no ano 851 comentou:

"Eles (os chineses) não são cuidadosos com a limpeza, e não se lavam quando fazem suas necessidades; mas apenas se limpam com papel."
Durante o início do século XIV (dinastia Yuan) registrou-se que apenas na província de Zhejiang eram manufaturados anualmente dez milhões de pacotes com cerca de 1000 a 10000 folhas de papel higiénico cada um. Durante a dinastia Ming (1368–1644 d.C.), registrou-se em 1393 que 720.000 folhas de papel higiénico (de 30 a 60 centímetros de tamanho) foram produzidas para o uso geral da corte imperial na capital, Nanquim. Nos registros do Gabinete Imperial de Mantimentos (Bao Chao Si) daquele mesmo ano, também se registrou que, somente para a família do imperador Hongwu, foram feitas 15.000 folhas de um papel especial, feito com tecido mais suave, no qual cada folha foi individualmente perfumada.
Em outros lugares do mundo, os ricos usavam tecidos feitos de lã, renda ou cânhamo para suas abluções, enquanto os menos afortunados utilizavam tanto suas próprias mãos, ao defecar em rios, como se limpavam com os materiais mais diversos, como trapos de qualquer tecido disponível, lascas de madeira, folhas de árvores, grama, feno, pedras, areia, musgos, neve, espigas e palha, cascas de frutas ou conchas, dependendo do local, das condições climáticas ou dos costumes sociais. Na Roma Antiga, uma esponja pregada a um pedaço de madeira era comumente utilizada e, depois de seu uso, colocada de volta num balde com água salgada.
O escritor satírico francês François Rabelais, na sua série de romances Gargântua e Pantagruel, onde discutiu as diversas maneiras de se limpar no banheiro, sugeriu que as penas suaves das costas de um ganso vivo fornecem um meio excelente de limpeza.
Em muitas partes do mundo, especialmente em locais onde o papel higiénico é um item de luxo, ou os encanamentos e redes de esgoto para a eliminação dos dejetos seja precária ou mesmo inexistente, outros métodos ainda são utilizados.
Também em virtude do preço, ou da escassez do produto, o papel higiénico muitas vezes é substituído pelo jornal, como aconteceu em Cuba em 2009.
Os Irmãos Scott são citados frequentemente como os primeiros a vender papel higiénico em rolo e já perfurado; porém não foi registrada qualquer tipo de patente, e o início do papel higiénico da maneira como o conhecemos no século XXI se dá oficialmente com o americano Seth Wheeler, de Albany, Nova York, que obteve diversas patentes. A primeira digna de relevância foi a sua ideia de perfurar os papéis (25 de julho de 1871, #117355), em cujos pedidos de permissão já constava a ilustração do rolo perfurado de papel. Em 13 de fevereiro de 1883 foi-lhe concedida a patente #272369, que mostrava um rolo com papel, higiénico ou para embrulhos, perfurado e com um suporte no seu centro, em forma de tubo. Wheeler também patenteou os suportes montados que seguravam os rolos, e, sob o nome de Albany Perforated Wrapping Paper Co., passou a vender seus produtos em 1886, em sua fábrica ao norte do centro da Albany.